# Ізгрев (Ямбольська область)
І́згрев (болг. Изгрев) — село в Ямбольській області Болгарії. Входить до складу общини Єлхово.

## Населення
За даними перепису населення 2011 року у селі проживали 597 осіб.
Національний склад населення села:
| Національність   | Кількість осіб | Відсоток |
| ---------------- | -------------- | -------- |
| болгари          | 482            | 81,0%    |
| цигани           | 92             | 15,5%    |
| турки            | 10             | 1,7%     |
| інша             | 8              | 1,3%     |
| не визначились   | 3              | 0,5%     |
| Всього відповіли | 595            |          |

Розподіл населення за віком у 2011 році:
Динаміка населення: